# おんな組アクション控
『おんな組アクション控』（おんなぐみアクションひかえ）は、1972年10月5日から同年12月28日まで、東京12チャンネル（現・テレビ東京）にて放送されたテレビ時代劇。放送時間は毎週木曜日20時から20時56分。全13話。

## 概要
舞台は江戸時代の下町。威勢が良く喧嘩っ早い性格の町火消『す組』頭領の娘・お紋、質屋の娘で二枚目半的なキャラクターのおつた、これらをまとめるリーダー格で小太刀の名手・おその。八丁堀に生まれ育ったこの三人の個性的なおてんば娘は曲がったことが大嫌いで、千変万化の攻撃を以って江戸市中にはびこる悪と戦い、倒していく。スリル、笑い、お色気も盛り込まれた物語。「時代劇版プレイガール」とも紹介されていた。

## キャスト
- おその：中野良子
- お紋：島かおり
- おつた：津山登志子
- 次郎吉：工藤堅太郎
- 尾形市之進：津坂匡章（現・秋野太作）
- 源兵衛：名古屋章
- 勘太郎：押田美香
- 藤八：織本順吉
- 長庵：美川陽一郎
- おとよ：春川ますみ

## スタッフ
- プロデューサー：沖原俊哉（C.A.L）、東陽（東京12チャンネル）
- 脚本：池田一朗、森田新、板谷紀之、大西信行、鴨井達比古ほか
- 監督：根本順善、板谷紀之、丸輝夫
- 音楽：土田啓四郎
- 殺陣：久世竜
- 制作協力：三船プロダクション
- 制作：東京12チャンネル、C.A.L

## 主題歌
- ペドロ&カプリシャス『そよ風のスキャット』 （作詞：池田一朗、作曲：都倉俊一、レーベル：ワーナーパイオニア）

## 放送リスト
| 話数 | 放送日         | サブタイトル                 | 監督     | ゲスト出演者 |
| ---- | -------------- | ---------------------------- | -------- | --- |
| 1    | 1972年10月5日  | バクハツ・ばくはつ・大爆発!! | 根本順善 | 長谷川明夫、お菊：横山リエ、竜山：片山滉                                                                          |
| 2    | 1972年10月12日 | 将軍ってエッチ               | 板谷紀之 | 問部十郎太：吉田輝雄、美代：水原麻記、加茂さくら、浜田晃、徳川家斉：松村達雄                                      |
| 3    | 1972年10月19日 | 女の敵! 許しません           | 板谷紀之 | 源太：財津一郎、日道：南原宏治、山岡徹也、松木聖                                                                  |
| 4    | 1972年10月26日 | 子連れおんな狼               | 板谷紀之 | お吉：江夏夕子、住吉正博、初井言榮                                                                                |
| 5    | 1972年11月2日  | 死ぬほど好き!                | 板谷紀之 | おちか：磯村みどり、大槻玄蕃：田中浩                                                                              |
| 6    | 1972年11月9日  | 女殺し                       | 根本順善 | 新十郎：柴俊夫、松坂隆之助：永井譲滋、田島義文                                                                    |
| 7    | 1972年11月16日 | のぞきはダメよ               | 根本順善 | 佐助：村井国夫、お鶴：牧紀子、お鈴：北川美佳、嘉平治：瀬良明、福山象三                                            |
| 8    | 1972年11月23日 | 小さな逃亡者                 | 根本順善 | 村上又十郎：上野山功一、久助：大泉滉、角太郎：大山正明、 角吉：栗島宏、善兵衛：湊俊一、石場の重四郎：神田隆       |
| 9    | 1972年11月30日 | 辻斬り                       | 根本順善 | 由良左近：原田大二郎、若乃：小野恵子、戸浦六宏、戸部夕子                                                          |
| 10   | 1972年12月7日  | 凶状持ち                     | 板谷紀之 | 疾風の仙吉：和田浩治、小沼啓四郎：宮口二郎、 黒川の兵庫：城所英夫、おゆう：京春上、向う傷の三次：桂小かん         |
| 11   | 1972年12月14日 | くのいち忍法                 | 板谷紀之 | 小雪：宮園純子、小春：嘉手納清美、稲葉義男、永井秀明                                                              |
| 12   | 1972年12月21日 | 仇討ち姉妹                   | 丸輝夫   | 榊原：川地民夫、お加代：有川由紀、おみつ：竹下景子、 柳島主税：黒木進、山崎主水正：天野新士、成沢：北島一男       |
| 13   | 1972年12月28日 | “火の用心”にご用心           | 根本順善 | 谷口主水：高森玄、佐竹保高：宮田光、佐竹芳之助：鈴木正幸、 山村新右衛門：増田順司、いたちの要助：増岡弘、保科三良 |

## 放送局
- 毎日放送：木曜 20:00 - 20:56
- 中京テレビ：月曜 20:00 - 20:56[3]
- 北海道文化放送：水曜 22:00 - 22:56[4]
- 秋田テレビ：土曜 13:00 - 13:56[5]
- 山形放送：月曜 15:00 - 15:55[6]
- 仙台放送：金曜 23:15 - 24:11[7]
- 福島テレビ：水曜 16:00 - 16:56[8]
- 新潟放送：金曜 9:45 - 10:35[9]
- テレビ山梨：火曜 23:30 - 24:26（1973年10月時点、1年遅れ）[10]
- 富山テレビ：日曜 16:30 - 17:26[9]
- 石川テレビ：火曜 23:15 - 24:11[9]
- 中国放送：金曜 16:00 - 16:56[11]
- 西日本放送：日曜 16:00 - 16:56（第9話まで）→ 土曜 17:00 - 17:56（第10話から）
- テレビ高知：金曜（木曜深夜）0:10 - 1:06[12]
- RKB毎日放送：日曜 23:46 - 翌月曜 0:43[13]